# تخته سه‌لایی
تخته لایه پیش‌تر با نام تخته سه‌لایی در ایران شناخته شده است. اما به دلیل حضور اشکال با تعداد لایه‌های متنوع‌تر در بازار عنوان تخته لایه مناسب‌تر می‌باشد.

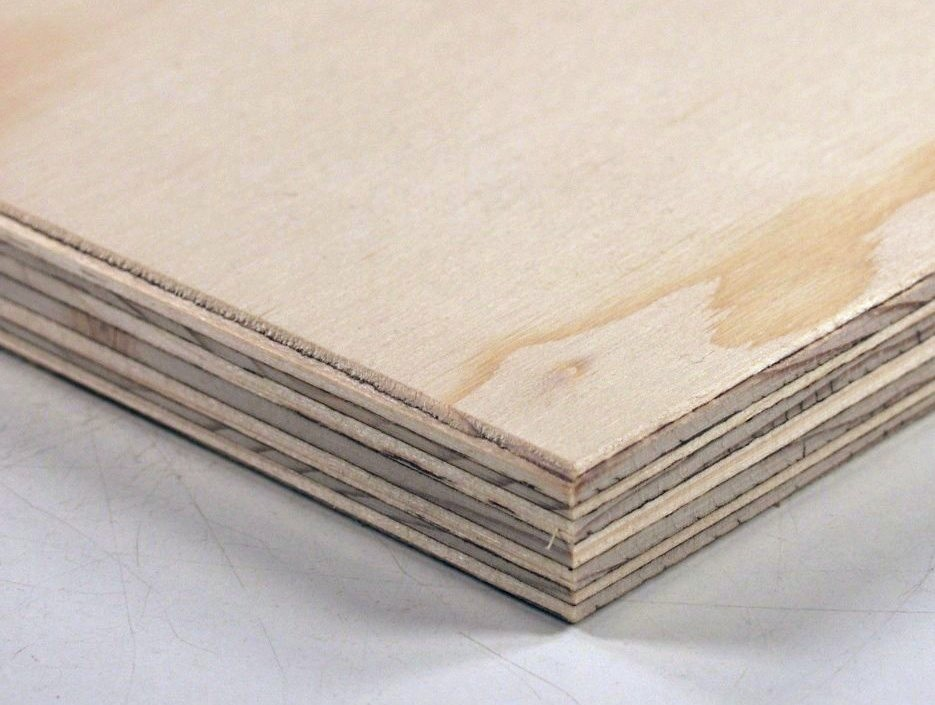
تخته سه‌لایی ساخته شده از نرم‌چوب کاج نوئل

## تخته لایه
تخته لایه سازه ای است از دستهٔ فرآورده‌های مرکب چوبی (اوراق فشرده چوبی) که از لایه‌های با ضخامت کم و با زاویه ۹۰ درجه نسبت به هم و با استفاده از چسب روی هم چسبانده می‌شوند.
برای تشکیل تخته لایه، تعداد لایه‌ها فرد است که به صورت تناوبی در جهت متقاطع نسبت به جهت الیافشان قرار می‌گیرند که چندین مزیت را به دنبال دارد: کاهش تمایل چوب به از هم باز شدن از لبه هنگام نفوذ پیچ و میخ، کاهش درصد واکشیدگی و همکشیدگی، بهبود ثبات ابعادی، کنترل اعوجاج و همگنی سازه از لحاظ مقاومتی در همه جهات. بعضی تخته لایه‌های با کیفیت تر از پنج لایه با زاویه ۴۵ درجه (۱۸۰، ۱۳۵، ۹۰، ۴۵، ۰) نسبت به هم تشکیل می‌شوند که در چندین محور مقاومتهای مطلوبی دارند. [۱]
سابقه تخته لایه

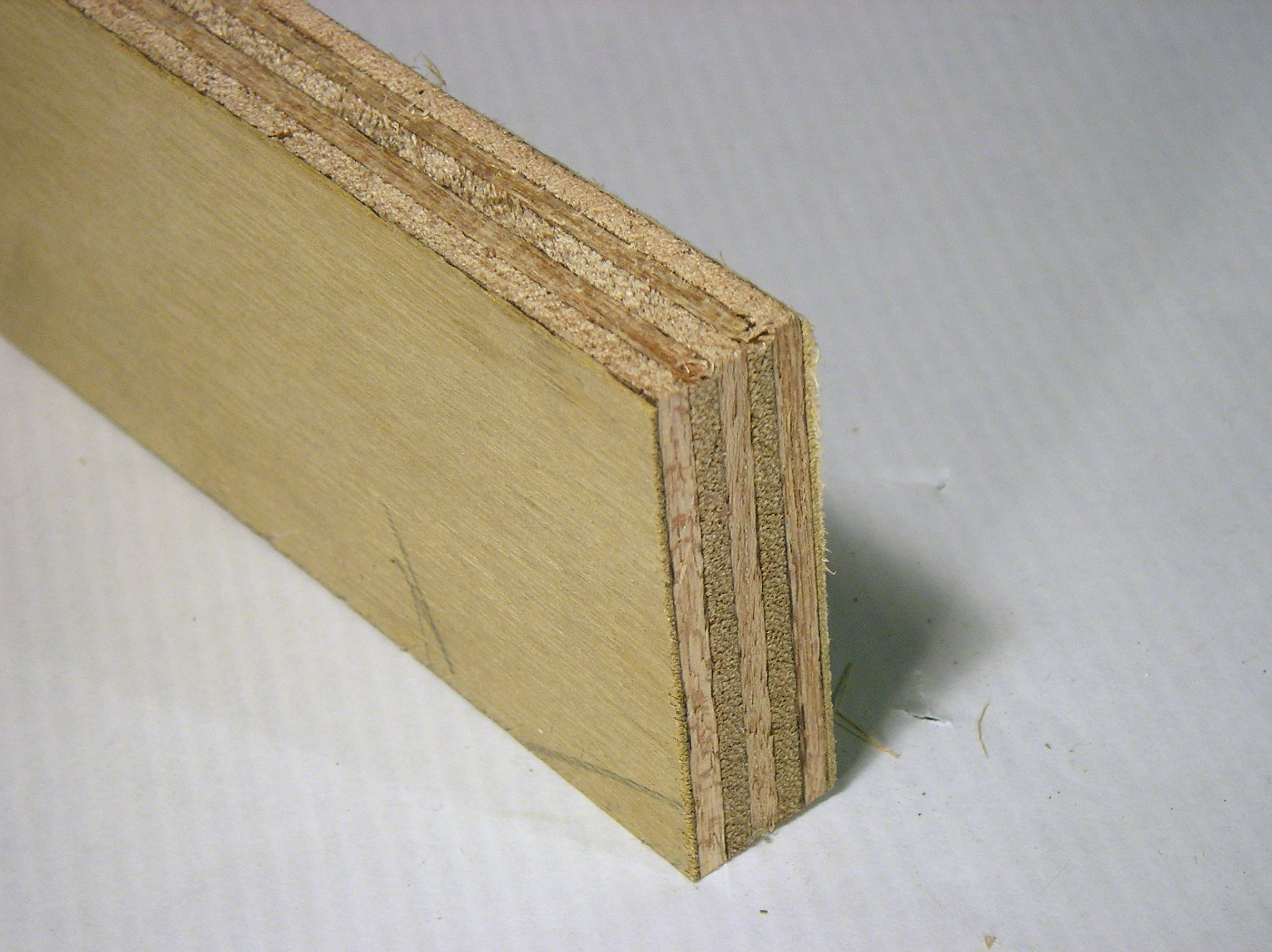
تخته سه‌لایی

در سال ۱۷۹۷ ساموئل بنتام (Samuel Bentham) اختراعی را به ثبت رساند که شامل چندین ماشین برای ساخت روکش بود. در این اختراع، ایشان همچنین مفهوم اتصال چندین لایه روکش با بکار بردن چسب برای ساخت قطعاتی ضخیم‌تر را توصیف کرده‌است که امروزه ما آن را به عنوان تخته لایه می‌شناسیم. Bentham مهندس کشتی بریتانیایی با اختراعات زیادی در زمینه ساخت کشتی بود. روکش در زمان Bentham با استفاده از اره در جهات شعاعی، مماسی یا در عرض گرده بینه به‌صورت دستی و در زاویه‌های مختلف تولید شد. حدود پنجاه سال بعد امانوئل نوبل پدر آلفرد نوبل متوجه شد که چندین لایه نازک از چوب متصل شده به هم محکمتر از یک لایه چوبی با همان ضخامت است.
اطلاعات کمی از نخستین تولید صنعتی لایه‌های چوبی با فرایند لولهبری برای تولید تخته لایه‌های امروزی وجود دارد. قدیمیترین اطلاعات ثبت شده مربوط به مطالب ذکر شده در فرهنگ لغت فرانسه در سال ۱۸۷۰ می‌باشد. بنابر این می‌شود فرض کرد که در دهه ۱۸۶۰ در فرانسه فرایند لایه‌گیری به شیوه لوله بری توسعه پیدا کرده‌است. البته چند سال بعد از آن نیز تولید تخته لایه در آمریکا توسعه پیدا کرد.
نخستین استفاده از تخته لایه مربوط به استفاده از آن به عنوان بوم نقاشی بوده‌است. تخته‌های آماده بکار برای نقاشیهای رنگ روغن به عنوان نخستین کاربرد تخته لایه در نیویورک در دهه ۱۸۸۰ به فروش می‌رسید.[۱]

## ویژگیهای تخته لایه
در تخته لایه‌ها از روکش با درجه بالا در لایه‌های سطحی آنها استفاده می‌شود. نقش اساسی لایه مرکزی افزایش فاصله بین لایه‌های سطحی است، جایی که تنشهای خمشی بالایی وجود دارد، از این رو ی مقاومت خمشی تخته‌ها را افزایش می‌دهد. در نتیجه، تخته ضخیمتر می‌تواند بار بیشتری را نسبت به تخته نازکتر تحمل کند. در هنگام خمش، عمدهٔ تنشها بر روی لایه‌های بیرونی اتفاق می‌افتد؛ لایه سطحی تحت کشش و لایه زیری تحت فشار. تنشهای خمشی از مقدار حداکثر در لایه‌های سطحی به حدود صفر در لایه مرکزی می‌رسند. اما تنشهای برشی در لایهی مرکزی بالاتر از لایه‌های سطحی می‌باشد.[۱]

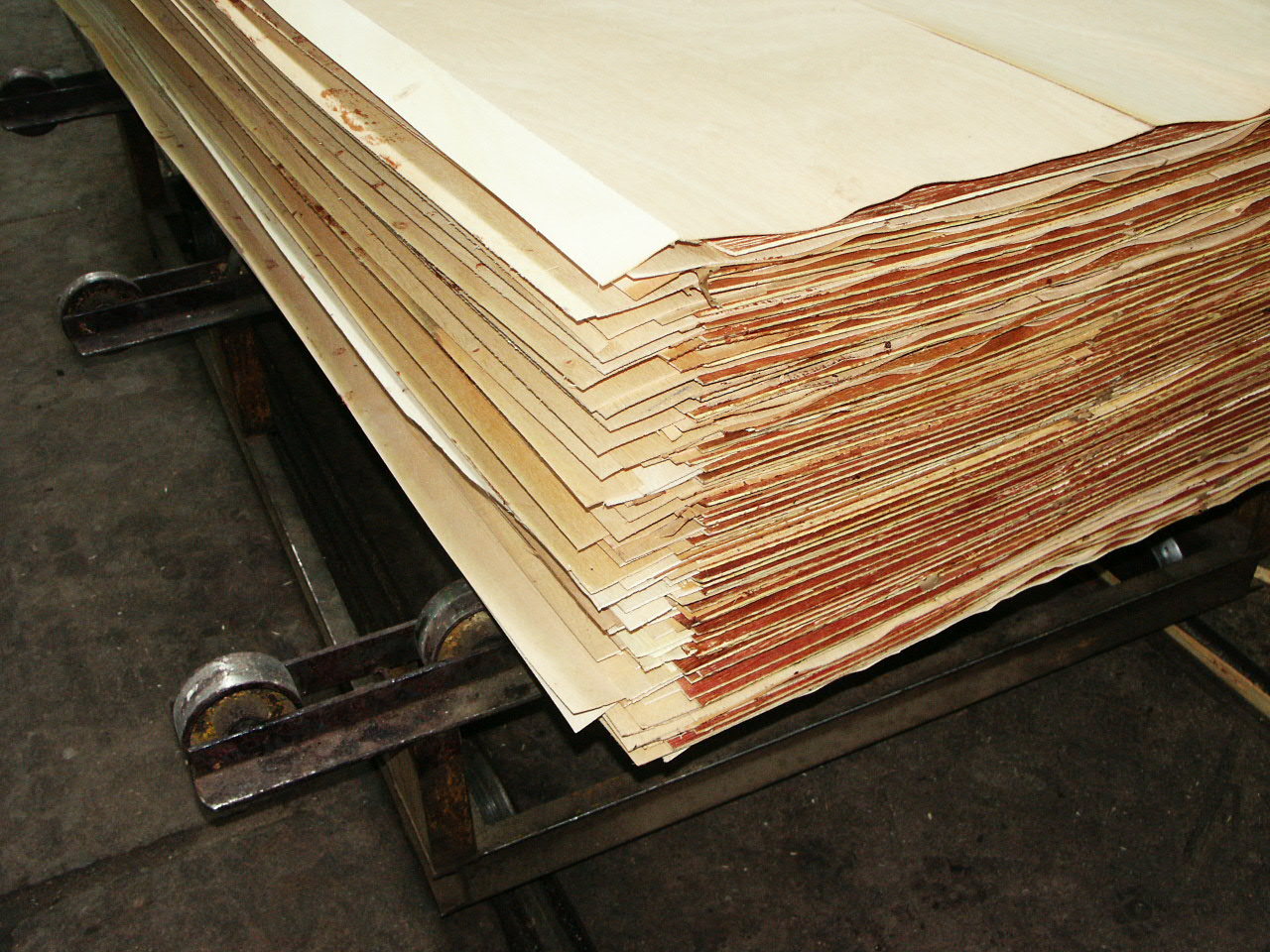
لایه‌های چوب پیش از چسبانده شدن

## گونه چوبی مورد استفاده برای ساخت تخته چند لایه
تخته لایه‌ها با توجه به نوع گونه چوبی مورد استفاده در ساخت آنها در صنایع مختلفی کاربرد دارند مانند؛ کاربرد ساختمانی و صنعتی که در آن از گونه‌های سوزنی برگ مانند سدر، دوگلاس فر، و نراد، نوئل و کاج و غیره استفاده می‌شود.
- امکان تحت بار شدید مانند دیوار و کف‌های ساختمان که تحت بار شدید هستند و در آن از انواع گونه‌های پهن برگ (مانند توس، راش، افرا و غیره) استفاده می‌شود. این تخته لایه‌ها قابلیت حمل بالا، سختی سطح فوق‌العاده بالا و مقاوم در برابر سایش هستند.
- کاربرد سازهای که در آن از گونه‌های مناطق گرمسیری مانند مالزی، تایلند، فیلیپین و … استفاده می‌شود. این تخته لایه‌ها از هر جهت نسبت به تخته لایه‌های سوزنی برگ برتری دارند.
- کاربرد در هواپیماسازی: برای این منظور از چسبهای ویژه مقاوم به رطوبت، گرما و سرما و با استفاده از گونه‌های توس، نوئل و ماهاگونی، تخته لایه‌های ویژه استفاده در بدنه هواپیما تولید می‌شود.[۱]
- دکوراسیون: معمولاً از چوب پهن برگان استفاده می‌شود مانند بلوط، توس، افرا، ماهاگونی، انجیر و غیره.
- تخته‌های انعطافپذیر: برای استفاده در طرحهای منحنی شکل تولید می‌شوند که نخستین کاربرد آن به دهه ۱۸۵۰ بر می‌گردد.
- کاربرد دریایی: تخته لایه‌های دریایی از گونه‌های بسیار با کیفیت استوایی که دوام بالایی در برابر رطوبت و شرایط آبی دارند، استفاده می‌شود. چنین تخته لایه‌هایی باید بتوانند شرایط استانداردهای EN314-P3 و BS 1088 را داشته باشند.
- دیگر انواع تخته لایه‌ها مانند ضد آتش، ضدآب و فشرده سازی شده هم وجود دارد که با توجه به سفارش قابلیت تولید و کاربرد را دارند. هرنوع تیمار براساس نوع تقاضا در صنعت طراحی می‌شود.[۱]
تولید این محصول نیاز به گرده بینه باکیفیت دارد که هم قطورتر و هم صافتر از گرده بینهای است که برای چوب بری استفاده می‌شود. گرده بینه به‌صورت افقی در دستگاه پیلر قرار گرفته و سپس درحالی‌که حول محور طولی خود در گردش است، تیغه بلندی به موازات محور طولی آن به درون گرده بینه در حرکت است و کار برش را انجام می‌دهد. در قسمت بالای تیغه، ضد تیغه (nosebar) قرار دارد که منجر به حرکت لایه جدا شده از گردهبینه از بالای تیغه می‌شود. ضدتیغه همچنین در کنترل ضخامت لایه و کاهش ارتعاش تیغه عمل می‌کند.
با این روش گردهبینه به صورت صفحات روکش درآمده که سپس به ابعاد مورد نظر برش می‌خورند. لایه‌ها پس از خشک شدن، قطعه بندی و درجه‌بندی شده و در نهایت چسب خورده و در پرس با دمای حداقل ۱۴۰ درجه سانتیگراد و فشار حدود ۲ مگاپاسکال قرار می‌گیرند. در آخر، درجه‌بندی، اندازه بری و کناره بری، سنتبادهزنی و پوشش دهی تخته تولید شده بسته به نیاز مشتری صورت می‌پذیرد.[۱]
در تخته لایه‌ها برای مصارف داخلی معمولاً از چسب اوره فرم الدهید که ارزان است، استفاده می‌کنند که البته مقاومت مطلوبی در آب ندارد. درحالی که در تخته‌های با مصارف خارج ساختمان و دریایی نیاز به دوام بالا در برابر رطوبت است، و از این روی از چسبهای مقاوم مانند فنل فرمالدئید استفاده می‌کنند. البته لازم است ذکر شود که هر دو چسب ذکر شده در بالا به دلیل انتشار فرمالدهید که مادهای سرطانزا شناخته شده‌است بسیار باعث نگرانیهای شدید هستند. در همین ارتباط، بسیاری از کارخانه‌ها امروزه شروع به کاهش انتشار فرم الدهید از چسب خود کرده‌اند تا به درجه انتشار E0 برسند که حداقل انتشار فرم الدئید را دارا می‌باشد.
در کنار توجه به چسب تمرکز بر استفاده از منابع چوبی پایدار نیز به عنوان یکی از مهمترین موارد قابل توجه تولیدکنندگان است. اخیراً در این زمینه گواهیهای مختلفی برای دوستدار محیط زیست بودن تخته‌های تولید شده صادر می‌شود (مانند Endorsement of Forest Certification (PEFC) Forest Stewardship Council (FSC), Leadership in Energy and Environmental Design (LEED), Sustainable Forestry Initiative (SFI), and Greenguard) که تولیدکنندگان در تلاش برای دریافت این گواهی‌ها هستند. بسیاری از این گواهی‌ها معافیتهای مالیاتی را هم برای سازندگان تخته و هم مصرف‌کننده‌های نهایی در پی دارند.[۱]

## اندازه تخته‌های تولید شده
ضخامت اغلب نمونه‌های مورد استفاده در محدودهٔ ۳ تا ۷۵ میلیمتر می‌باشد. سایز غالب تخته لایه‌های تولید شده در جهان   ۲۴۰۰*۱۲۰۰ میلیمتر می‌باشد، که اولین بار توسط کارخانهٔ در پورتلند آمریکا تولید شد. در اروپا، سایز ۱۵۰۰*۱۵۰۰ نیز بسیار مورد استفاده در هواپیماسازی می‌باشد. ضخامت تخته لایه‌های خاص برای قالبگیری بتن حدود ۶ تا ۲۱ میلیمتر می‌باشد.[۱]

### درجه‌بندی تخته لایه
درجه‌بندی بر مبنای کشور محل تولید متفاوت است. استاندارد پرکاربرد، استاندارد بریتانیایی (BS) و استاندارد آمریکایی (ASTM) می‌باشد.[۱]
| Grade | Description |
| A     | Face and back veneers practically free from all defects. |
| A/B   | Face veneers practically free from all defects. Reverse veneers with only a few small knots or discolorations. |
| A/BB  | Face as A but reverse side permitting jointed veneers, large knots, plugs, etc. |
| B     | Both side veneers with only a few small knots or discolorations. |
| B/BB  | Face veneers with only a few small knots or discolorations. Reverse side permitting jointed veneers, large knots, plugs, etc. |
| BB    | Both sides permitting jointed veneers, large knots, plugs, etc. |
| C/D   | For structural plywood, this grade means that the face has knots and defects filled in and the reverse may have some that are not filled. Neither face is an appearance grade, nor are they sanded smooth. This grade is often used for sheathing the surfaces of a building prior to being covered with another product like flooring, siding, concrete, or roofing materials. |
| WG    | Guaranteed well glued only. All broken knots plugged. |
| X     | Knots, knotholes, cracks, and all other defects permitted. |
| WBP   | Weather and Boil Proof used in Marine Ply. Designation replaced by EN 314-3. |

تخته لایه برای کاربردهای زیادی که به صفحات با کیفیت بالا و استحکام زیاد نیاز دارند، مورد استفاده قرار می‌گیرد. کیفیت در این مورد به معنای مقاومت در برابر شکست، ترک خوری، هم کشیدگی، پیچش و اعوجاج می‌باشد.[۱]
تخته چندلایه چسب خورده برای کاربردهای بیرونی مناسب فضای خارج خانه است، اما به علت تأثیر رطوبت در کاهش استحکام چوب، مناسبترین عملکرد وقتی به‌دست می‌آید که تغییرات رطوبتب در حداقل باشد.[۱]
دمای زیر صفر تأثیری بر ابعاد یا ویژگیهای استحکامی تختهلایه ندارد و از این روی دامنه کاربرد آن را برای برخی از مکانها افزایش می‌دهد. تخته لایه همچنین به عنوان یک سازه مهندسی شده برای سطوح تحت تنش استفاده می‌شود. از زمان جنگ جهانی دوم هم برای صنایع نظامی و دریایی بکار گرفته شده‌است. استفاده از تخته لایه با لایهی مرکزی بالزا در هواپیماهای انگلیسی به‌صورت پانل ساندویچی در جنگ جهانی دوم، کاربرد این تخته‌ها را در قایقهای جنگی نیز گسترش داده‌است. امروزه بیشترین کاربرد تختهلایه در ساخت مبلمان به‌ویژه قطعات انحناء دار استفاده می‌شود.[۱]

## انواع تخته سه‌لایی
با ارزش‌ترین تخته سه‌لایی‌ها از چوب درختان سخت‌چوب ساخته شده‌اند. درختانی مانند بلوط، توس، ماهون و … دارای چوب سخت هستند. تخته سه‌لایی‌هایی که با نرم‌چوب مانند چوب انواع سرو و کاج ساخته می‌شوند، ارزان‌ترند و دوام و استحکام کمتری دارند. تخته سه‌لایی‌های ارزان ممکن است با خمیر نشاسته، چسب حیوانی یا کازیین به هم چسبانده شده باشند. این چسب‌ها در برابر آب پایداری کمتری دارند. انواع مرغوب‌تر با رزین چسبانده می‌شوند.